# Maître de la Passion de Darmstadt

Crucifixion. Maître de la Passion de Darmstadt, vers 1450. Musée régional de la Hesse.

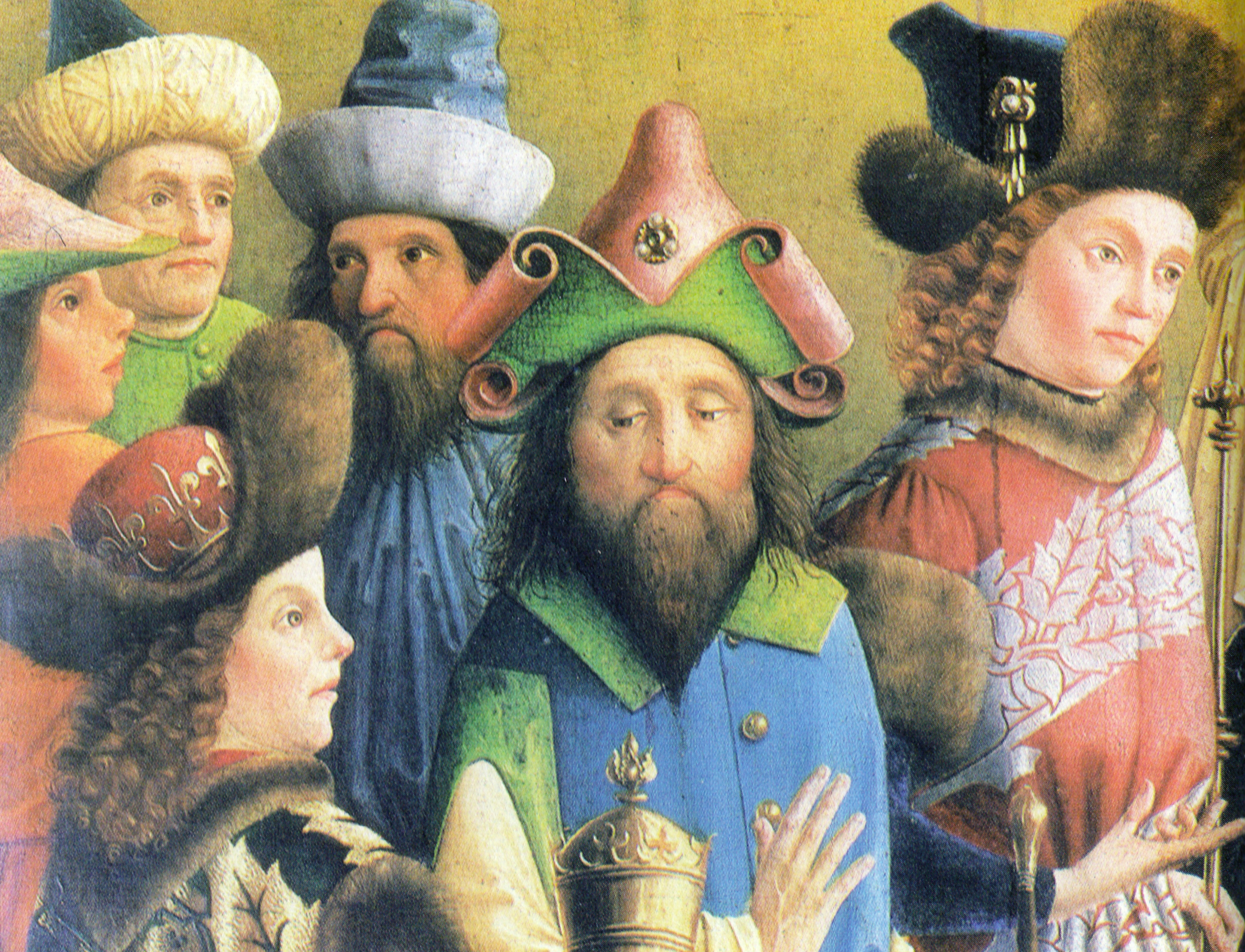
Adoration des mages (détail), Maître de la Passion de Darmstadt, vers 1455. Gemäldegalerie (Berlin).

On appelle Maître de la Passion de Darmstadt (en allemand Meister der Darmstädter Passion) un peintre du milieu du XVe siècle, actif entre 1435 et 1470 dans la région du Rhin Supérieur et de Souabe, et dont on ignore le nom. Il est nommé ainsi d'après deux panneaux d'un retable, conservés au Musée régional de la Hesse à Darmstadt, retraçant des épisodes de la passion du Christ, le Portement de Croix et la Crucifixion. Plusieurs autres panneaux de retables qui lui sont attribués traitent également de sujets religieux.

## Style
Comme Stefan Lochner à Cologne, Le Maître de la Passion œuvre à une époque charnière, entre la douceur exprimée dans le style gothique international finissant et le réalisme qui se manifestent dans le style primitif flamand venant de Flandre. Il développe toutefois son propre langage pictural, avec l'emploi de beaucoup de couleur, et de foules humaines animées. L'œuvre du Maître de la Passion est caractérisée de plus par la représentation de l'effet de la lumière et de son utilisations pour l'intensification des couleurs. Le traitement subtil du clair-obscur, avec des effets d'ombres colorées et des rehauts clair, donne aux corps un relief sculptural.
Les premières de ses œuvres, les fragments du retable de Baindt de Dijon, Munich, Stuttgart et Zurich, montrent des signes d'une formation à Ulm. Dans le panneau de Dijon, et bien que les figures soient plus trapues, quelques éléments stylistiques rappellent le « style doux » du début du XVe siècle : le léger fléchissement de l'attitude, la ceinture placée très haut, la taille mince et les épaules tombantes de sainte Catherine, les courbes douces de la bordure du manteau de sainte Dorothée, confèrent à l'ensemble une impression de grâce et d'élégance. La palette est nuancée, bruns, lilas, vert pomme et rouge cinabre dégradés en camaïeu. Cette harmonie colorée place le peintre à part dans la production allemande de son temps.
Le style et les thèmes des panneaux du retable de Darmstadt, créé vers 1445, et dont les portement de croix et la crucifixion sont deux panneaux intérieurs, témoignent de l'influence des cercles autour du Maître de la Passion de Karlsruhe qui travaillait à Strasbourg. C'est là aussi que le Maître de la Passion de Darmstadt au dû avoir des contacts décisifs avec la peinture flamande, déjà connue tôt dans la vallée du Rhin supérieur.
Aucune des œuvres du peintre ne porte de signature ni de date, et aucun élément probant ne permet de connaître son identité. Cependant, les relations stylistiques qu'on perçoit avec l'art de Cologne et des Pays-Bas d'une part, et l'œuvre de Conrad Witz en Suisse d'autre part, rendent plausible son activité dans cette zone de confluence géographique.

## Œuvres principales

### Retable de Darmstadt
Retable créé vers 1445 ou 1450. Deux panneaux subsistent de ce qui était un triptyque ou un polyptyque, tous deux conservés au Musée régional de la Hesse à Darmstadt.
- Panneau gauche : Extérieur Annonciation - Intérieur Portement de croix.
- Panneau droit. Extérieur Nativité - Intérieur Crucifixion.

### Images du cycle des miracles du Christ («Retable de Baindt»)
Fragments d'un retable de l'ancien couvent des religieuses cisterciennes de Baindt (de) près de Ravensbourg, appelé le retable de Baindt datant de 1435 ou 1460 environ. L'ensemble ouvert devait mesurer 2 mètres de haut sur 3 mètres de large. Les panneaux sont conservés dans divers musées.
- Résurrection du fils de la veuve de Naïm. Alte Pinakothek, Munich.
- La Guérison de l'aveugle-né. Neue Staatsgalerie, Stuttgart, Description
- Le miracle du vin aux noces de Cana. Stuttgart, Neue Staatsgalerie Description

Ces trois panneaux sont sur fond bleu et devaient prendre place à l'extérieur du retable. La distribution régulière de la lumière, dans ces panneaux, contribue à créer une impression de distance à la réalité. Le Maître utilise de façon remarquable la lumière pour intensifier les couleurs délicatement dégradées.
Après l'ouverture de la première paire de volets apparaissaient :
- Saints Sébastien et Fabien. Kunsthaus de Zurich, Inventaire N° 2365, en pendant du volet
- Sainte Dorothée et sainte Catherine Musée des beaux-arts de Dijon,

Les panneaux
- La Communion de Saint Onuphre l'Anachorète. Kunsthaus de Zurich, Inventaire N° 2347
- La Rencontre à la Porte Dorée. Kunsthaus de Zurich, Inventaire N° 2324

figuraient peut-être au registre inférieur.

Panneaux du retable de Baindt
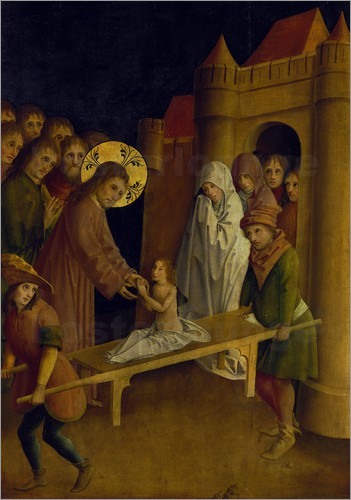
Résurrection du fils de la veuve de Naïm. Alte Pinakothek de Munich.
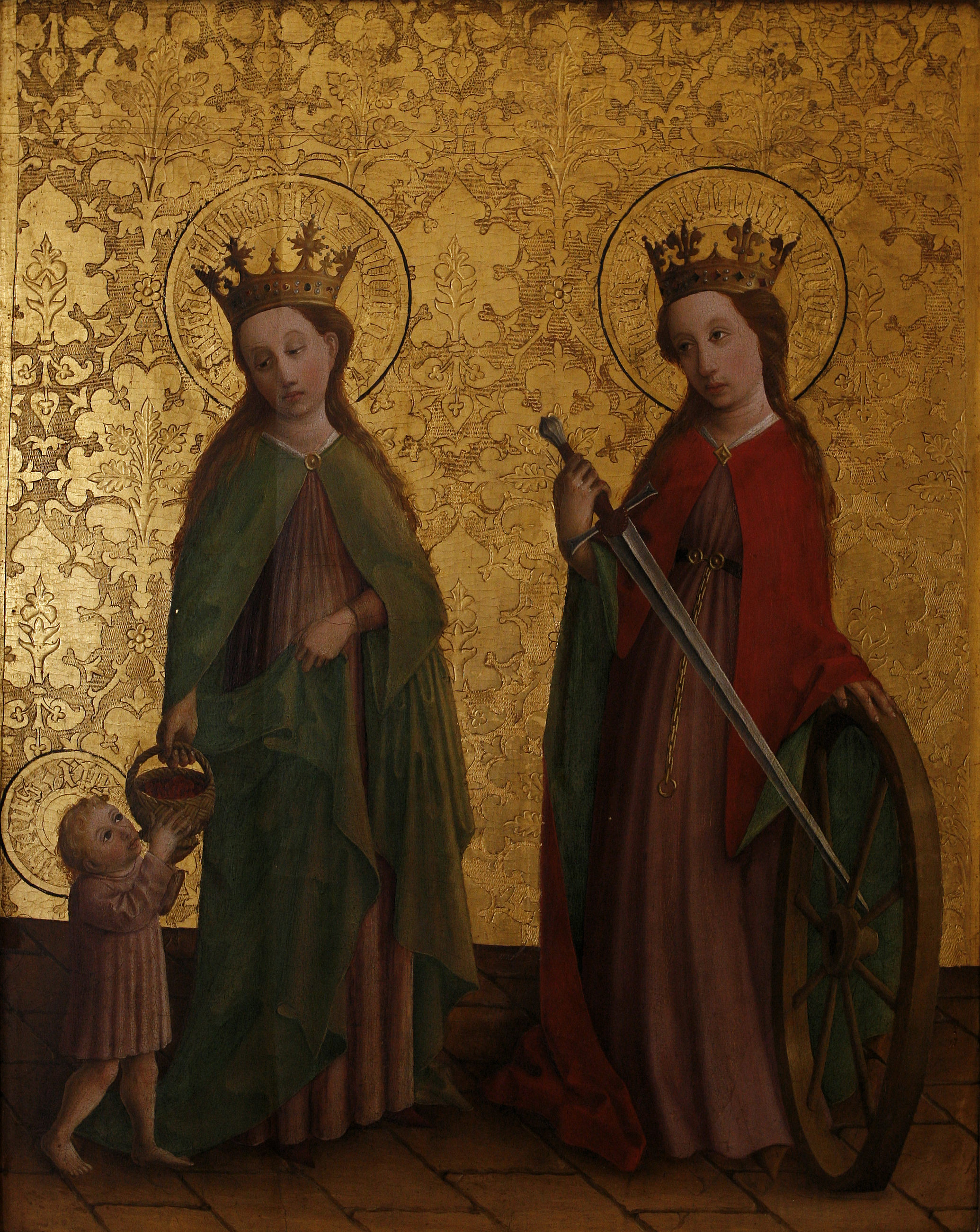
Sainte Dorothée et sainte Catherine. Musée des beaux-arts de Dijon.
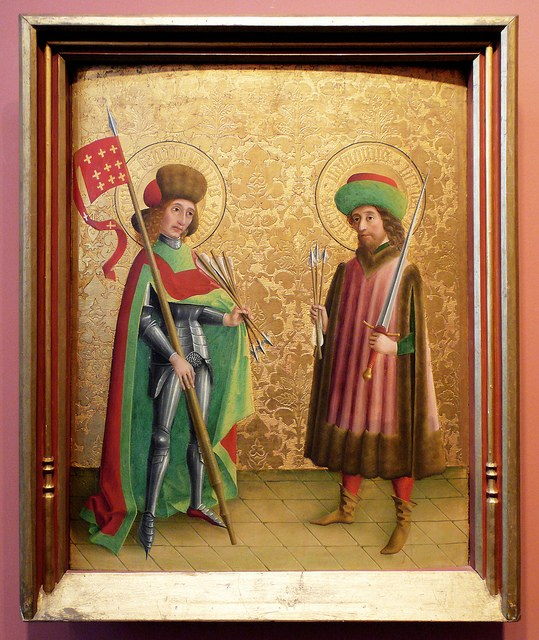
Saints Sébastien et Fabien. Kunsthaus de Zurich.

Sainte Dorothée et sainte Catherine sont représentées en pied, sur un carrelage, devant un brocart d'or. Elles sont identifiées par les inscriptions sur leurs nimbes : san(c)ta thorothea virgo et sa(n)cta chaterina virgo. Dorothée est Dorothée de Césarée, reconnaissable à sa corbeille contenant trois pommes et trois roses, en relation avec la légende. Elle est couramment représentée avec le Christ enfant. Dorothée porte la couronne du martyre, de même que sainte Catherine d'Alexandrie qui l'accompagne et qu'on reconnaît aux instruments de torture : roue et épée, ainsi qu'au livre qui rappelle qu'elle était très instruite. Le fond doré ferme tout perspective. Le fond d'or est traditionnellement appliqué sur la face interne des volets. Il est réalisé à l'imitation de brocarts italiens qui circulent alors dans toute l'Europe.
Les saints Sébastien et Fabien également sont représentés en pied, sur un carrelage, avec leurs noms inscrits dans les nimbes. Le fond est également brocardé, le carrelage de même facture que sur d'autres tableaux. Le manteau de Sébastien, à gauche dans une belle armure, est d'un vert éclatant.

### Retable de Bad Orb
Retable exécuté vers 1460–1470  :
- Panneau central : Crucifixion. Le panneau a disparu dans l'incendie de l'église Saint-Martin Bad Orb, près d'Aschaffenbourg, la nuit de Noël 1983.
- Panneau gauche : Extérieur Vierge à l'Enfant avec donateur - Intérieur Adoration des mages. Le visage de la vierge et très proche, par sa structure et son expression, de celui de la sainte Dorothée de Dijon.
- Panneau droit : Extérieur Trinité chrétienne - Intérieur Exaltation de la Sainte-Croix.

Les deux panneaux sont conservés à la Gemäldegalerie de Berlin. Ils mesurent 209 × 109 cm, et sont donc très grands. Il est probable que le Maître ait fait le voyage aux Pays-Bas et ait pris connaissance de leur peinture, comme elle s'exprime dans ces œuvres ses plus achevées.

Panneaux à la Gemäldegalerie de Berlin
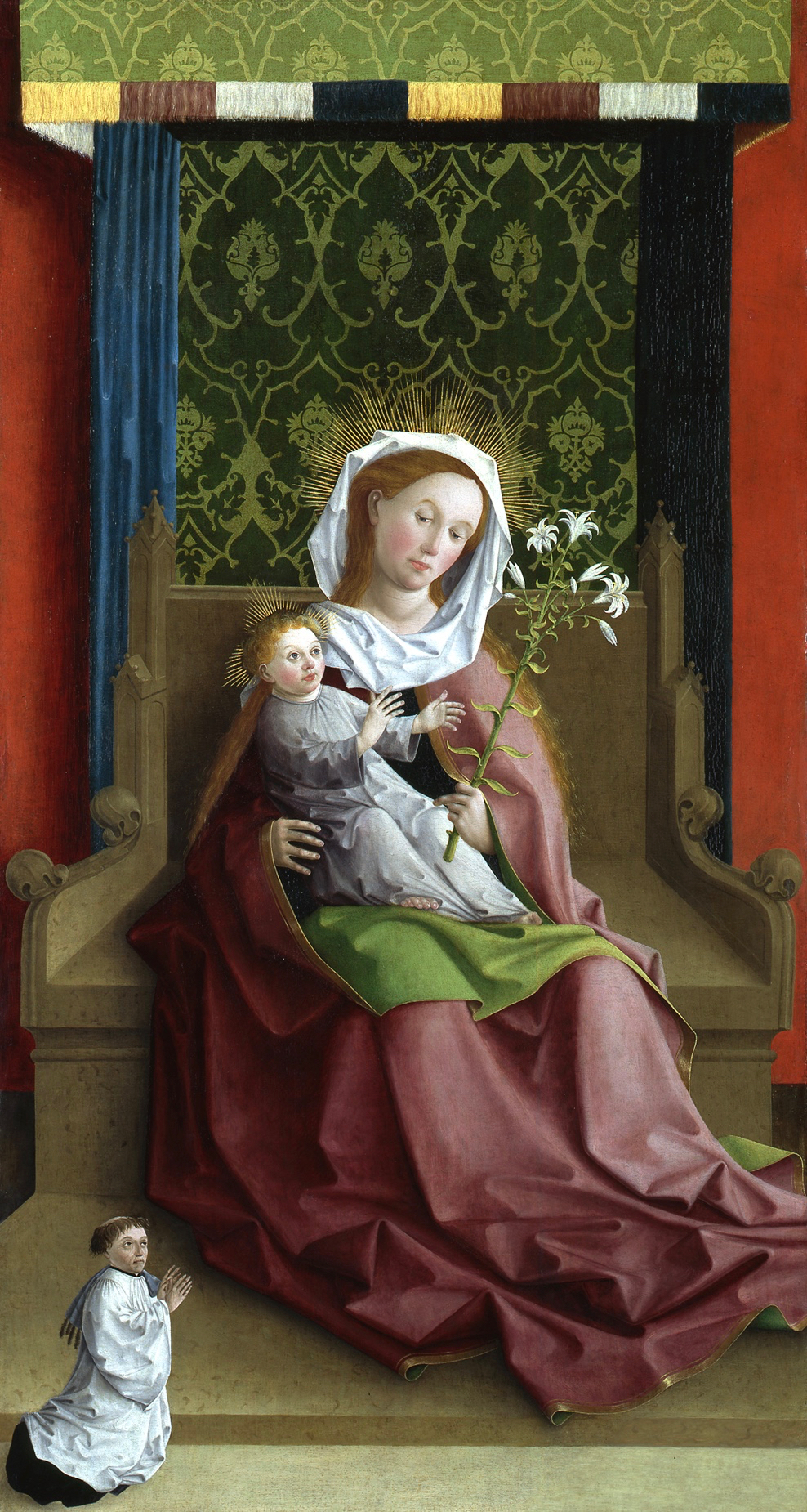
Vierge à l'Enfant avec donateur
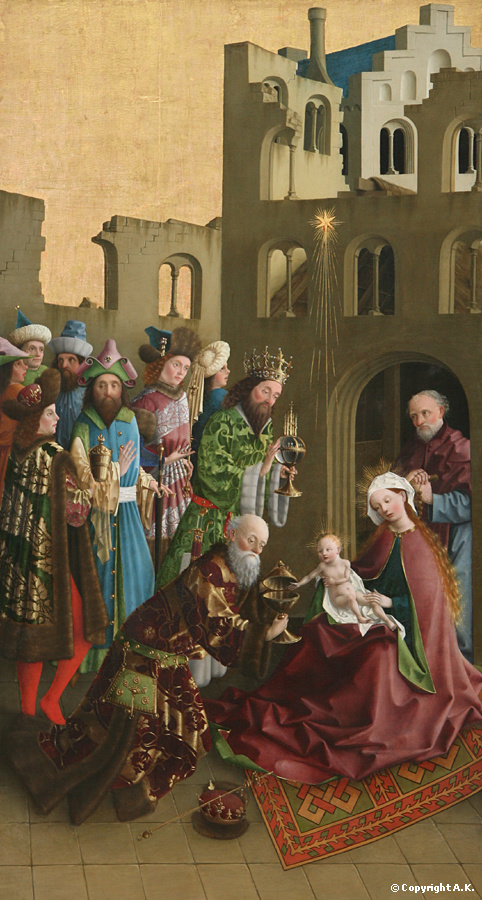
Adoration des mages
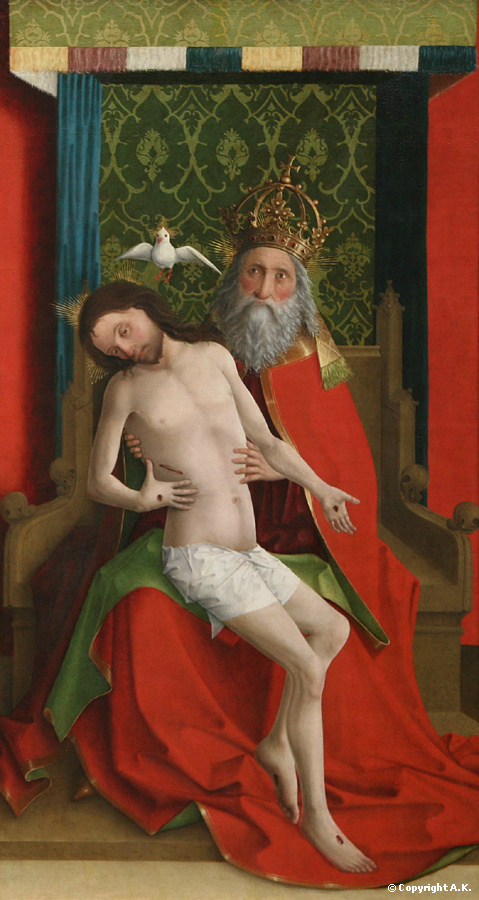
Trinité chrétienne
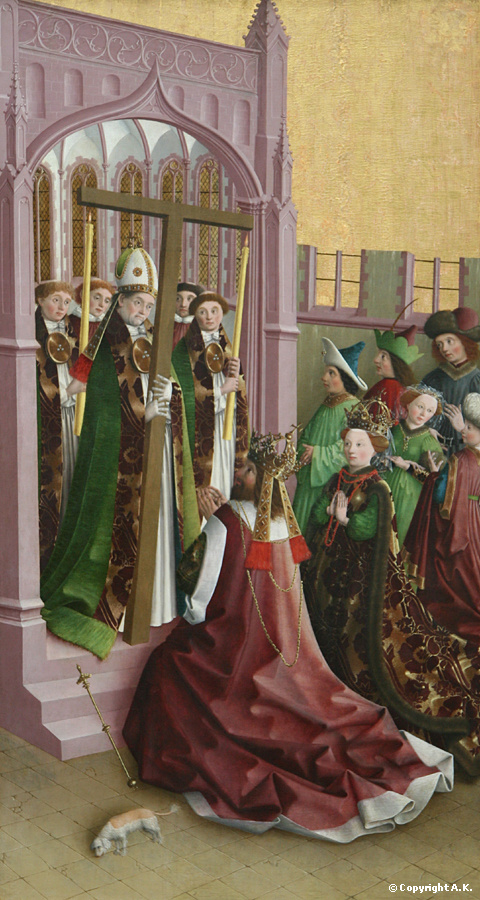
Exaltation de la Sainte-Croix

### Retable d'Eberhardsklausen
Retable peint vers 1470.
- Panneau gauche : Extérieur Nativité - Intérieur Portement de croix.
- Panneau droit : Extérieur Adoration des mages - Intérieur Résurrection du Christ.

Les panneaux sont conservés dans l'église d'Eberhardtsklausen, lieu de pèlerinage située dans la commune de Klausen.

### Autres œuvres
Lui sont attribuées :
- Saint-Jean Baptiste, vers 1460(?). Collection privée.
- Roi David, vers 1460(?). Collection privée.
- Salvator Mundi, vers 1460. Francfort-sur-le-Main, Städel Numéro d'inventaire 2060.

## Littérature
- (de) Bodo Brinkmann et Stephan Kemperdick, Deutsche Gemälde im Städel 1300-1500, Philipp von Zabern, 2002 (ISBN 978-3-8053-2920-0). Volume IV de la série des catalogues des peintures de l'Institut d’art Städel de Francfort-sur-le-Main.
- (de) Stefan Kemperdick, « Das Oeuvre um die Berliner Tafeln », dans Gemäldegalerie (Berlin) (éditeur), Maler des Lichtes. Der Meister der Darmstädter Passion, Berlin, 2000. Catalogue de l'exposition, Berlin 2000.
- Isabelle Dubois, Le Maître de la Passion de Darmstadt "Sainte Dorothée et Saint Catherine", Musée des beaux-arts de Dijon, 3 p. (lire en ligne).
- (de) Michael Wolfson, « Meister der Darmstädter Passion », dans Neue Deutsche Biographie (NDB), vol. 16, Berlin, Duncker & Humblot, 1990, p. 710 (original numérisé).